# جیمی بریسکو
جیمی بریسکو (انگلیسی: Jimmy Briscoe; ۲۵ ژانویهٔ ۱۹۱۴ – ۱۰ ژوئن ۱۹۴۴) بازیکن فوتبال بود.